# Friedrich Jansen (Unternehmer)
Friedrich Jansen (* 16. März 1813 in Remscheid; † 16. Februar 1884 in Wiesbaden) war ein Textilunternehmer sowie Abgeordneter des deutschen Zollparlaments.

## Leben
Friedrich Jansen wurde als Sohn des Bierbrauers Johann Friedrich Jansen und dessen Ehefrau Johanna Friederike Klönne 1813 in Remscheid geboren. Er erhielt eine kaufmännische Ausbildung und unternahm berufliche Reisen in verschiedene europäische Länder. Er war Besitzer der Textilfabrik Georg Münch & Co. in Hof in Oberfranken. 1853 heiratete er in Frankfurt am Main Louise Busch (1829–1870), Tochter eines Frankfurter Bierbrauermeisters.
Von 1868 bis 1870 gehörte Jansen als Abgeordneter für den Wahlkreis Oberfranken 1 (Hof, Naila, Rehau, Münchberg) und die Nationalliberale Partei dem Zollparlament an.
Im Alter zog Jansen nach Wiesbaden, wo seine Tochter Anna Elisabeth mit ihrem Mann, dem Amtsrichter und späteren Landgerichts-Präsidenten in Limburg Georg de Niem (* 1852) lebte und wo er 1884 verstarb.